# Carlos Santana
Carlos Augusto Alves Santana, född 20 juli 1947 i Autlán de Navarro, Jalisco, Mexiko, är en mexikanskfödd amerikansk gitarrist och sångare, känd som ledare för musikgruppen som bär hans namn, Santana. Sedan slutet av 1960-talet har han gjort skivor under gruppnamnet Santana, men han är den ende som konstant varit medlem i gruppen. Santana har främst agerat gitarrist i gruppen och under åren överlåtit sången åt andra medlemmar i gruppen. Santana blandade salsa, rock, blues och jazzfusion till latinsk rock, och han har gjort mycket för att sprida och popularisera denna musikstil liksom latinamerikansk musik i övrigt.
När han var barn flyttade hans familj till Tijuana. Carlos hade lärt sig spela både gitarr och fiol av sin far som var mariachimusiker. Bland tidiga musikaliska influenser har Carlos Santana nämnt Ritchie Valens, B.B. King, och John Lee Hooker. Senare flyttade först hans familj, och sedan han själv till San Francisco där han drogs in i stadens musikliv. Han blev amerikansk medborgare 1965.
1968 spelade han med Al Kooper och Mike Bloomfield på Fillmore West, inspelningen gavs ut på albumet The Live Adventures of Mike Bloomfield and Al Kooper, och innehöll Santanas första inspelningar som gitarrist. 1969 slog Santana igenom stort, och ett flertal framgångsrika studioalbum med gruppen följde. Till en början spelade gruppen en mix av hårdrock och latinomusik, men 1972 blev Santana mer intresserad av fusion. Mot slutet av 1970-talet och på 1980-talet blev hans musik mer pop och rockinriktad och mindre experimentell.
I och med Santanas intresse för gruppen Mahavishnu Orchestra och John McLaughlin blev han introducerad för gurun Sri Chinmoy 1972. Han blev en följare av denne och tilldelades namnet Devadip som betyder ungefär Guds lampa, ljus och/eller öga. Namnet kom också att användas på två av hans soloalbum. 1982 bröt han med Chinmoy då han kände sig begränsad av de stränga regler gällande kost, hälsa och äktenskap gurun satte upp för sina följare, samt utnyttjad för sitt kändisskaps skull.
Carlos Santana gjorde 1987 filmmusiken i den amerikanska biografiska dramafilmen La Bamba. Filmen handlar om rockmusikern Ritchie Valens väg till berömmelse. Santana gjorde ett stort återtåg in på försäljningslistorna med albumet Supernatural 1999 efter flera år i skymundan.

## Utmärkelser
Santana har belönats med 10 Grammy Awards.
Asteroiden 2620 Santana är uppkallad efter honom.

## Diskografi (urval)

### Soloalbum
Studioalbum
- 1970 – Abraxas
- 1973 – Love Devotion Surrender (med John McLaughlin)
- 1974 – Illuminations (med Alice Coltrane)
- 1979 – Oneness: Silver Dreams - Golden Reality
- 1980 – The Swing of Delight
- 1983 – Havana Moon
- 1987 – Blues for Salvador
- 1993 – Santana Brothers

Livealbum
- 1972 – Carlos Santana & Buddy Miles! Live!
- 2004 – Carlos Santana Live
- 2007 – Carlos Santana and Wayne Shorter – Live at the Montreux Jazz Festival 1988